# Jako AG
Jako AG é uma empresa alemã de material desportivo, com sede no distrito Hollenbach em Mulfingen, Baden-Württemberg. A empresa foi fundada por Rudi Sprügel e seu irmão em 1989, em Stachenhausen. Atualmemte fornece cerca de 150 equipes profissionais e atletas individuais. Em 2016, a Jako gerou vendas de cerca de 94 milhões de euros.

## História

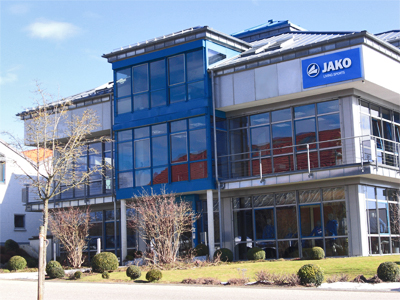
Sede da Jako em Hollenbach

Nos primeiros anos depois da fundação, a empresa forneceu material para diversas equipes menores de futebol regional na Alemanha. Os produtos também estão na Áustria, Suíça (desde 1996), Países Baixos, França, Europa Oriental e Escandinávia (desde 1998) e nos Estados Unidos (desde 2004).

## Fornecimento e patrocínio

### Seleções
- Iêmen
- Macedônia do Norte
- Moldávia
- Omã
- Palestina
- Síria
- Turcomenistão
- Uzbequistão

### Clubes
Alemanha
- Karlsruher SC
- Sportfreunde Siegen
- Turbine Potsdam
- VfB Stuttgart
- Würzburger Kickers

Áustria
- Altach
- Hartberg
- Wolfsberger AC

Bélgica
- KV Kortrijk
- Royal Antwerp

Bielorrússia
- Shakhtyor Salihorsk

Bulgária
- Montana

Egito
- Ismaily

Geórgia
- Locomotive Tbilisi
- Merani Tbilisi
- FC Telavi

Hungria
- Paksi

Kosovo
- Prishtina

Letônia
- Riga FC
- FK Tukums 2000

Luxemburgo
- F91 Dudelange

Países Baixos
- Heerenveen
- Volendam

Polônia
- Górnik Łęczna
- Odra Opole

Portugal
- Amarelejense

República Tcheca
- Hradec Králové

Rússia
- Anzhi Makhachkala
- Baltika
- FC Nizhny Novgorod
- Rubin Kazan
- Shinnik Yaroslavl
- Sibir Novosibirsk
- FC Tambov
- Tyumen

Suíça
- St. Gallen

Turcomenistão
- Nebitçi FT

Turquia
- Akhisarspor